# Azaxia
Azaxia är ett släkte av fjärilar. Azaxia ingår i familjen tandspinnare.
Kladogram enligt Catalogue of Life:
| Azaxia | \| \| Azaxia dyari \| \| \| \| \| \| Azaxia luteilinea \| \| \| \| |
|        | \| \| Azaxia dyari \| \| \| \| \| \| Azaxia luteilinea \| \| \| \| |
|        | Azaxia dyari                                                       |
|        |                                                                    |
|        | Azaxia luteilinea                                                  |
|        |                                                                    |